# Amphicoma carceli
Amphicoma carceli är en skalbaggsart som beskrevs av François Louis Nompar de Caumont de Laporte 1832. Amphicoma carceli ingår i släktet Amphicoma och familjen Glaphyridae. Inga underarter finns listade i Catalogue of Life.